# Jason et Médée

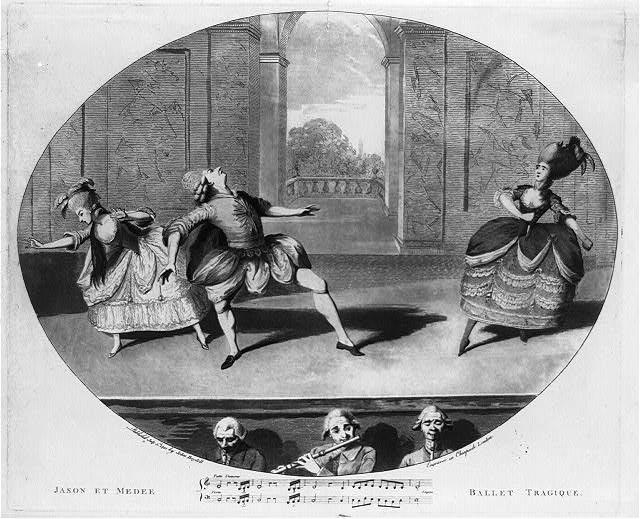
Gaëtan Vestris dans Jason et Médée

Jason et Médée (Médée et Jason) est un ballet d'action en 2 actes de Jean-Georges Noverre, musique de Jean-Joseph Rodolphe, créé au Hoftheater de Stuttgart le 11 février 1763. Les principaux interprètes sont Nancy Levier (Médée), Gaëtan Vestris (Jason), Luisa Toscani (Créuse), Angiolo Vestris (Créon), Marguerite-Louise Sauveur-Noverre (Gouvernante), Anna Maria Salomoni (Princesse Corynthien), St. Léger et Charles Le Picq (Prinnces Corynthiens), Lépi (le Fou), Joachim Delaître (le Fer), Charles Le Picq (la Poison), Luigi Balletti (la Vengeance), St. Léger (la Haine) et Louis Dauvigny (la Jalousie)  .

## L'œuvre a été reprise
- au Burgtheater de Vienne en 1767 par Jean-Georges Noverre;
- à Varsovie en 1767 par Gaëtan Vestris et en 1777 par Leopold Frühmann;
- à l'Opéra de Paris en 1770 par Gaëtan Vestris, en 1776 par Maximililen Gardel et Gaëtan Vestris, en 1780 par Jean-Georges Noverre et 1804 (reprise);
- au King's Theatre de Londres en 1781 par Gaëtan Vestris, et 1782 par Jean-Georges Noverre (musique de Gluck);
- au Teatro San Benedetto de Venise en 1771 par Charles Le Picq et en 1784 par Dominique Lefèvre;
- à Saint-Pétersbourg en 1789 et 1797 par Charles Le Picq et en 1807 par Charles-Louis Didelot.

En 1992, Ivo Cramér en donne une reconstitution pour le Ballet du Rhin.